# ADCYAP1
El polipéptido de la adenilato ciclasa de la pituitaria, también conocido como PACAP, es una proteína que en los seres humanos está codificada por el gen ADCYAP1. El PACAP es similar al péptido vasoactivo intestinal; y uno de sus efectos es el de estimular las células ECL. Se une a los receptores del péptido intestinal vasoactivo .

## Función
Este gen codifica al polipéptido activador de la adenilato ciclasa 1. Mediada por los receptores de este polipéptido, estimula la adenilato ciclasa y subsecuentemente aumenta el nivel de cAMP en las células diana. El polipéptido activador de la adenilato ciclasa 1 no sólo es una hormona hipofisiotrópica, sino que además, funciona como un neurotransmisor y neuromodulador; además, desempeña un papel en la regulación paracrina y autocrina de ciertos tipos de células. Este gen está compuesto por cinco exones: los exones 1 y 2 codifican al 5 'UTR y a la señal del péptido respectivamente, el exón 4 codifica un péptido relacionado al polipéptido activador de la adenilato ciclasa 1; y el exón 5 codifica la madurez del péptido y al 3' UTR. Este gen codifica tres diferentes péptidos maduros, entre ellos dos isotipos: una forma más corta y una forma más larga.
Recientemente, una versión de este gen se asoció con el trastorno por estrés postraumático (TEPT) en mujeres (pero no los hombres), y cuyo trastorno implica una mala respuesta adaptativo-psicológica a los acontecimientos negativos. 